# Escuela Normal Superior Martiniano Leguizamón

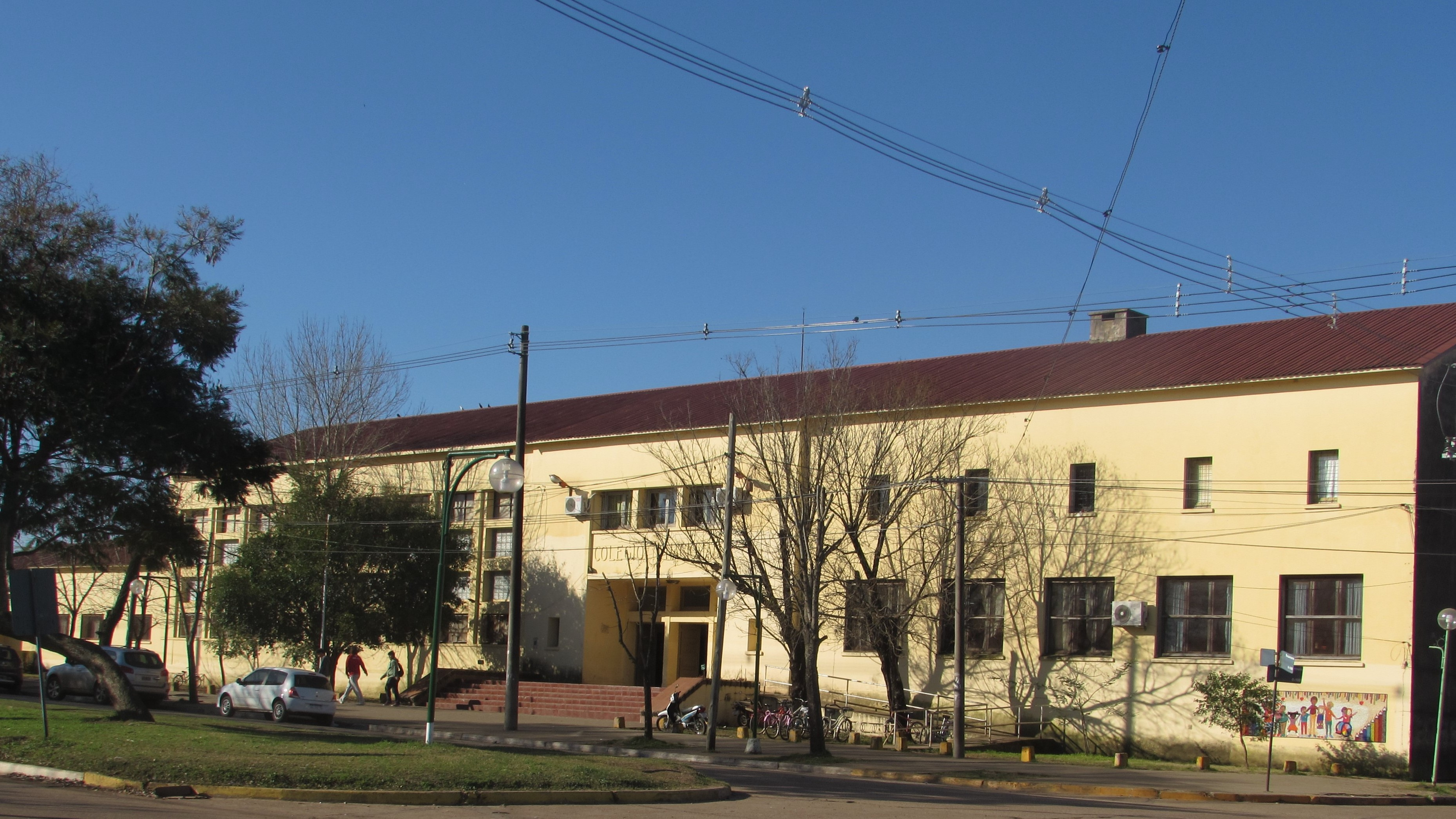
Escuela Normal Superior "Martiniano Leguizamón", ciudad de Villaguay, provincia de Entre Ríos

La Escuela Normal Superior Martiniano Leguizamón de la ciudad de Villaguay, es una institución educativa argentina, que posee los cuatro niveles de enseñanza, Inicial, Primario, Secundario y Superior, dependiente del Consejo General de Educación de la provincia de Entre Ríos. Se encuentra situada en la Av. Tomás de Rocamora N° 72, emplazada en la manzana delimitada por las calles Hermelo, Concordia y Caseros. 
Fue la primera escuela de enseñanza media de la ciudad, creada en el año 1933. Siendo anexo del Colegio Nacional Luis Clavarino de la ciudad de Gualeguaychú; para posteriormente en el año 1936 constituirse en un nuevo Colegio Nacional. En 1982, tras 49 años de crecimiento y expansión, fue denominada como Escuela Normal.

## Historia

### Instituto Villaguay de Enseñanza Secundaria (IVE)
El 15 de enero de 1933 un grupo de ciudadanos villaguayenses se reúne en la Biblioteca Bartolomé Mitre, con el propósito de solicitar a las autoridades la creación de un Colegio Particular de Segunda Enseñanza. Esta iniciativa fue reconocida a través de la creación de un anexo del Colegio Nacional Luis Clavarino de la ciudad de Gualeguaychú, como se establece en su Acta Fundacional publicada por el Diario El Pueblo de la ciudad de Villaguay.
El 22 de marzo de 1933 fue el primer día de clases del instituto, siendo el primer establecimiento de Enseñanza Secundaria creado en la zona  a cargo del director Dr. José R. Carulla y su secretaria Zoraida C. de Vuoto. En poco tiempo, estudiantes de la ciudad y del departamento Villaguay, pero también de localidades vecinas, comenzaron a inscribirse para cursar el primer año.
Los exámenes anuales se llevaban a cabo ante la Comisión Examinadora designada desde el Colegio de Gualeguaychú. Los resultados de los exámenes finales eran publicados en el Diario El Pueblo. Quienes no  alcanzaban el promedio para eximirse en las distintas asignaturas, debían viajar a Gualeguaychú y volver a realizarlos. 
El Intendente de la ciudad en ese momento, Bernardino Zaburlin, dispuso que las actividades diarias del Instituto se realizarán en el salón de la Escuela Municipal de Artes y Oficios “Rogelio Martínez”, ubicada entre las calles Rivadavia y 25 de mayo, contando con dos espacios: uno para el aula de primer año donde se dictaban las clases y otro para la Rectoría, Secretaria y sala de profesores. 
El 27 de septiembre de 1935, la Ley N° 12.238 de Refuerzo de gastos del Departamento de Justicia e Instrucción Pública, prevé el presupuesto para la existencia legal del Instituto, gracias a la gestión realizada por los legisladores nacionales Ing. Juan Francisco Morrogh de la ciudad de Gualeguaychú y al Dr. Conrado Etchevarne de la ciudad de Villaguay.

### Colegio Nacional Martiniano Leguizamón
En el año 1936, el inicio de clases comenzó el día 4 de mayo, posteriormente mediante el  Decreto N° 135 del 14 de agosto, el Presidente de la Nación General Agustín P. Justo, siendo Ministro de Justicia e Instrucción Pública el Dr. Manuel M. de Iriondo, se le asigna el nombre de Colegio Nacional Martiniano Leguizamón, siendo el rector Bernabé FERNÁNDEZ BARRIOS.
En el año 1941 el Colegio se traslada a la calle Rivadavia 442, casa de Gerónima A. de Montiel, dado que había crecido su matrícula al contar con una división por año. Las clases eran dictadas por profesionales que en su mayoría provenían de otras localidades. 
Durante esta época, los estudiantes editaron la Revista La Alborada de publicación quincenal, donde se retrataban las diferentes competencias de carácter deportivas que se realizaban en el Colegio. Estas iniciativas deportivas dieron lugar a la creación del Club ADEV (Asociación de Estudiantes Villaguayenses).
Dado la magnitud de su crecimiento en el año 1943, se traslada a otro edificio, ubicado en la calle Alem frente a la plaza 25 de mayo. Una casona perteneciente a Julio Cootel, quien se la donara a su médico personal el Dr. Carlos Tóffalo. 
En el año 1946 se traslada a su edificio propio, en donde funciona actualmente, en un predio destinado a un parque infantil, delimitado entre las calles Caseros, Rocamora, Hermelo y Concordia.  

### Escuela Normal Superior Martiniano Leguizamón
A partir del 3 de marzo de 1971, por Resolución N° 2779/70 del Ministerio de Cultura y Educación, mediante la cual crean Institutos Superiores de Formación Docente y Secciones de Magisterio, se incorpora al Colegio el Profesorado de Educación Elemental, actualmente Profesorado de Educación Primaria.  El 22 de marzo del año 1982, mediante Resolución N° 190 del Ministerio de Cultura y Educación, se establece denominar Escuelas Nacionales Normales Superiores a los establecimientos que cuenten con profesorados de tres y cuatro años de duración.  Es así que el Colegio pasa a denominarse Escuela Nacional Normal Superior “Martiniano Leguizamón”.
En el año 1985 se le incorpora por Resolución N° 1351 del Ministerio de Educación y Justicia, el Profesorado de Educación Preescolar, hoy Profesorado de Educación Inicial.
Con la Ley de Transferencia N° 24.049 en el año 1991, se transfieren a las provincias los servicios educativos administrados de forma directa por el Ministerio de Cultura y Educación. En la provincia de Entre Ríos, mediante el Convenio de Transferencia de Servicios Educativo reglamentado por la Ley N° 8741 del año 1993, la Nación transfiere a la provincia los servicios educativos ubicados en su territorio, entre ellos las escuelas de Villaguay. Implicando así el último cambio de su configuración, pasando a denominarse Escuela Normal Superior Martiniano Leguizamón, bajo la dependencia de la Dirección de Educación Superior del Consejo General de Educación.